# Баканова Тетяна Павлівна
Баканова Тетяна Павлівна (10.10.1963, Кременчук Полтавської обл.) – хормейстер, українська культурна діячка у Спаську-Дальньому (Приморський край). Закінчила Гадяцьке культурно-просвітнє училище (1982) з відзнакою та Харківський інститут культури ім. І. Котляревського (1986).
Від 1986 року мешкала у м. Спаську-Дальньому Приморського краю. У 1991–94 – керівник гуртка у Палаці культури «Приморье», в 1994–95 – завідувач автоклубу відділу культури, в 1995–2003 – провідний фахівець відділу культури адміністрації м. Спаська-Дальнього з культурно-масової роботи. У 2003–2009 – головний фахівець управління культури адміністрації м. Спаська-Дальнього з культурно-масової роботи. У 2000–2009 – художній керівник та хормейстер хору української пісні «Чиста криниця», член правління Національно-культурної автономії «Джерела України». Багато зробила для підвищення художнього рівня та виконавчої майстерності хору. Лауреат Спаських районних, І, ІІ та ІІІ Приморських крайових фестивалів української культури «Солов’їна пісня» та І, ІІ, ІІІ та ІV Далекосхідніх фестивалів української культури «Наша дума – наша пісня». Як учасниця Народного ансамблю російської пісні «Сударушка» в 1997–98 брала участь у святкуванні 200-річчя Австралії, коли було дано 40 концертів у 10 містах країни. За високу професійну майстерність нагороджена Грамотою Міністерства культури і туризму України (2007) та Міністерства культури Росії (2009), Почесними грамотами Управління культури Приморського краю (2002, 2004, 2005), Подякою губернатора Приморського краю, Грамотами Української Всесвітньої Координаційної Ради та Об’єднання українців Росії. Від вересня 2009 мешкає у м. Білгороді (РФ).